# Explode
«Explode» (укр. «Вибухнути») — четвертий сингл канадсько-португальської співачки Неллі Фуртаду з альбому «Folklore». Випущений 27 вересня 2004 року лейблом DreamWorks.

## Відеокліп
Кліп знятий у Торонто (Канада) та спродюсований Бредлі Клейордом та Фуртаду. На початку Фуртаду заходить з гітарою до кімнати. В іншому кадрі вже намальована співачка йде по школі з чохлом для гітари. Далі намальована Неллі біжить до свого будинку на дереві, у цей час реальна Фуртаду співає, граючи на гітарі. Намальовна співачка біжить до лісу, де зустрічає трьох монстрів та починає танцювати з ними, реальна Неллі продовжує співати. У кінці намальована дівчина пише пісні у будинку, реальна виконавиця закінчує співати та йде з кімнати. В альтернативній версії кліпу Фуртаду співає на березі річки, відео чорно-біле.

## Списки композиції
Британський CD-сингл
1. «Explode» (Album Version)
2. «Força» (Armand Van Helden Remix)
3. «Força» (Rui Da Silva Vocal Remix)

Європейський CD-сингл
1. «Explode» (Album Version)
2. «Força» (Album Version)
3. «Força» (Video)

Європейський Maxi-сингл
1. «Explode» (Radio Edit)
2. «Força» (Armand Van Helden Remix)
3. «Força» (Rui Da Silva Vocal Remix)
4. «Explode» (Video)

## Версії
- «Explode» (Radio Edit)
- «Explode» (Radio Version)
- «Explode» (Album Version)
- «Explode» (Acoustic Version)